# 破線のマリス
『破線のマリス』（はせんのマリス）は、野沢尚による日本の小説及び、それを原作とした2000年の日本映画。
テレビによる情報操作、虚偽報道の問題に踏み込んだ小説。第43回江戸川乱歩賞受賞作。1997年に講談社から出版された。発行部数は2015年1月現在で31万7000部。
マリスとは英語の法律用語で「悪意」の意味である。
2000年に映画化された。

## あらすじ
遠藤瑤子は映像モンタージュ技術が巧みな映像編集者で、首都テレビのニュース番組「ナイン・トゥ・テン」の編集を担当している。瑤子は放映時間直前に映像編集を仕上げるため、上司のチェックをすり抜けて虚偽報道スレスレの編集映像が流れるという事態が常態化している。それに不満を感じる同僚や上司は多いが、その一方で瑤子の映像編集が番組の高視聴率を支えていた。
ある日、瑤子は郵政官僚の春名誠一から一本のビデオテープを渡される。ビデオテープの内容は、市民団体幹部で弁護士の吉村輝夫の転落死事故が、実は郵政省幹部の汚職事件に絡む計画的殺人であったことを告発する物であった。瑤子はこのテープに編集を加え、上司のチェックをすり抜けて、郵政官僚の麻生公彦が弁護士殺しの犯人かのような映像を電波で流す。犯人視された麻生は放送局に乗り込み、自分は無関係と主張して謝罪を要求。さらに、郵政官僚として瑤子に接触した「春名誠一」という人物は郵政省には存在せず、瑤子が受け取ったビデオテープは捏造されたものだったことが判明する。麻生は一介の映像編集者である瑤子によって編集された映像がニュース番組で垂れ流しになっていることを知り、瑤子に執拗につきまとい謝罪を要求する。同じ頃、瑤子のプライベートを隠し撮りしたビデオテープが何本も瑤子に送りつけられ、瑤子はこれを麻生の仕業だと考える。ついには麻生の自宅に隠しカメラを仕掛けて盗撮し、仕返しとしてそれを編集したビデオテープを麻生に見せる。激昂した麻生は瑤子に詰め寄り、マスメディアの人間として客観性に欠ける瑤子の姿勢を糾弾する。言葉に詰まった瑤子は麻生を突き飛ばし、麻生は道路脇に転落して死亡、瑤子はその場から逃げ出す。翌日、瑤子は、目撃証言を恣意的に排して麻生の死が事故死であることを印象づける映像を作るも、またも瑤子に隠し撮りのビデオテープが届けられ、そこには瑤子が麻生を突き飛ばす瞬間がはっきり映っていた。隠し撮りをしていたのは麻生ではなかった。
逮捕後、容疑者として現場検証に訪れた瑤子は、報道陣の中に、家庭用ビデオカメラで自分を撮影している息子・淳也を発見する。淳也は父親の再婚により母親である瑤子とは今後会わないことを約束したため、思い出として母親の姿をビデオテープに納め、それを数度にわたって瑤子に送っていたのだった。最後の最後でそれを悟った瑤子は、カメラに向かって涙ながらに微笑むのだった。

## 登場人物
遠藤瑤子
1962年生まれの34歳女性編集者。映像専門学校卒業後に映像編集の仕事に携わり、今では首都テレビのニュース番組「ナイン・トゥ・テン」の編集を担当する。映像モンタージュによって刺激的な画面を作り出している。ニュースの客観性を全く信用せず、映像編集者の主観性による事実のみが視聴者を動かす信念の持ち主。バツイチで、夫に引き取られた息子がいる。
麻生公彦
郵政省放送業政局衛星メディア業務一課職員。吉村輝夫の死について疑惑を追及される。妻子は離れ、僻地への左遷も決まった恨みから瑤子につきまとい始める。

### 首都テレビの関係者
赤松
首都テレビのニュース番組「ナイン・トゥ・テン」のディレクター。遠藤を慕っている。
森島一朗
首都テレビのニュース番組「ナイン・トゥ・テン」のチーフ・ディレクター。遠藤の手法を苦々しく思っている。
長坂文雄
首都テレビのニュース番組「ナイン・トゥ・テン」のメインキャスター。報道の首都テレビの顔で、かつては戦場報道で活躍したベテラン特派員だった。
倉科
首都テレビの番組専任部長。
有川
首都テレビの報道局長。首都日報からの出向。

### 遠藤瑤子の家族
阿川孝明
45歳。瑤子の前夫。ビデオエンジニア出身で、映像編集会社を経営している。駆け出し時代の瑤子に編集技術を教えた。
淳也
瑤子の実の一人息子。父親と暮らしている。小学四年生。

### 郵政省の関係者
春名誠一
郵政省放送行政局電波監視課の職員。吉村輝夫の死に絡む疑惑について内部告発をする。瑤子に告発テープを渡す。
麻生佳代子
郵政省職員の麻生公彦の妻。麻生との間に一男一女がいる。疑惑報道後、夫を見限って子どもを連れて実家に戻る。
須崎
郵政省放送業政局衛星メディア業務一課長。麻生公彦の上司。

### その他
吉村輝夫
市民団体の幹部職員・弁護士。マンション屋上から落下死した。
斎藤
警視庁捜査一課の老刑事。第二の怪死事件の捜査を担当している。
長野
警視庁捜査一課の若い刑事。第二の怪死事件の捜査を担当している。

## 映画
第12回東京国際映画祭正式出品作品、第29回ロッテルダム国際映画祭正式出品作品。

### キャスト
- 遠藤瑤子：黒木瞳
- 麻生公彦：陣内孝則
- 赤松直起：山下徹大
- 森島一朗：筧利夫
- 春名誠一：白井晃
- 倉科研司：篠田三郎
- 阿川孝明：中原丈雄
- 阿川淳也：堤寛大
- 政治家：鳩山邦夫
- 長坂文雄：中村敦夫
- 麻生佳代子：秋本奈緒美
- 疑惑の助教授夫人：大場久美子
- 須崎課長：辰巳琢郎（友情出演）
- 有川博文：中尾彬
- 吉村輝生：佐々木勝彦
- 宮田：猪野学
- 斎藤刑事：大鷹明良
- 喫茶「トンボロ」マスター：梅野泰靖
- 嶋尾康史、北村有起哉、椿真由美、坂井隆憲、清原久美子、江藤大我 ほか

### スタッフ
- 監督：井坂聡
- 原作・脚本：野沢尚
- 撮影：佐野哲郎
- 音楽：多和田吏
- 編集：菊池純一
- 美術：斎藤岩男
- 助監督：瀧本智行、明山智、仁同正明、本間英治
- スタント指導：二家本辰巳
- ビデオ編集指導：目崎和恵
- MA：映広
- 現像：IMAGICA
- スタジオ：日活撮影所、レモンスタジオ
- 企画：稲垣しず枝（オフィス稲垣）
- プロデューサー：八木欣也（スーパービジョン）、井口喜一（共同テレビジョン）
- 製作会社：「破線のマリス」製作委員会（環境アート研究所、フォワード・グループ）
- 製作協力：アスミック・エース、キネマ旬報社